# ドミトリー・シピャーギン

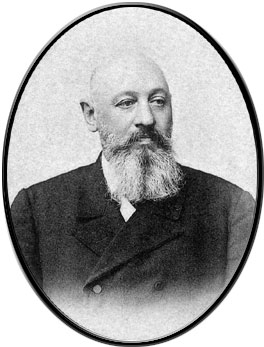
ドミトリー・シピャーギン

ドミトリー・セルゲーエヴィッチ・シピャーギン（Дми́трий Серге́евич Сипя́гин、Dmitry Sergeyevich Sipyagin、1853年3月20日（ユリウス暦3月8日） - 1902年4月15日（ユリウス暦4月2日））は、帝政ロシアの政治家。
1853年キエフに生まれる。1876年サンクトペテルブルク大学法学部を卒業する。内務省に入省し、1886年ハリコフ（ハルキウ）県副知事。1888年クールラント県知事。1891年モスクワ県知事を歴任する。1893年国家資産省次官。1894年内務次官。1895年皇帝官房請願部首席長官。1899年内務第一次官。1900年内務大臣に就任する。
1902年、マリインスキー宮殿で社会革命党員ステパン・バルマショフによってピストルで暗殺された。バルマショフは同年5月16日（ユリウス暦5月3日）にシュリッセリブルクで絞首刑に処されている。